# عبد اللطيف التستري
السيد عبد اللطيف بن طالب بن نور الدين بن نعمة الله الجزائري التستري (1172 هـ - 1220 هـ). هو رجل دين شيعي هندي الهجرة وتستري الأصل، وهو من أحفاد المحدِّث الشيعي المعروف نعمة الله الجزائري. وكانت ولادته ونشأته بمدينة تستر (بالفارسية: شوشتر)، وبها ابتدأ دراساته الدينيَّة، ثمَّ ارتحل إلى العراق سنة 1202 هـ وبها تتلمذ على مهدي بن أبي القاسم الشهرستاني، ومهدي بن مرتضى الطباطبائي البروجردي، والوحيد البهبهاني، ثمَّ هاجر إلى الهند. وقد نقل آغا بزرگ الطهراني أنَّه قد دوَّن رحلته إلى إلى الهند وما اطَّلع عليه في كتابه تحفة العالم. وقد كانت وفاة التستري بحيدر آباد في الخامس من ذي القعدة 1220 هـ، ودفن بها في تكية مير مؤمن.

## مؤلفاته
- تحفة العالم. وصفه عبد الحي اللكنوي بأنَّه «كتاب بسيط في التاريخ والسير»،[2] وذكر آغا بزرگ الطهراني الطهراني أنَّ موضوع الكتاب هو حول رحلته إلى الهند، وقد «كتب له ذيلا ذكر فيه قضية الوهابيين في كربلا سنة 1216 وتعرض فيه لتراجم كثير من العلماء الذين أدركهم وأحوال عشيرته من ذراري المحدث الجزائري».[3]